# Speleologia subacquea
La speleologia subacquea è l'attività praticata per la visita, l'esplorazione e lo studio di ambienti sommersi naturali od artificiali.
Gli ambienti naturali sono le grotte sommerse marine o di acqua dolce, gli ambienti artificiali sono le miniere allagate, le cisterne, le condotte e tutte le strutture costruite dall'uomo prevalentemente per sfruttamento del sottosuolo e per approvvigionamento idrico.

## Grotte sommerse
Le grotte sommerse sono generalmente degli ambienti creati per l'azione delle piogge, meteorismo pluviale, e il conseguente scioglimento della roccia prevalentemente calcarea. Questa azione, denominata carsismo, si svolge in periodi di tempo lunghissimi, milioni di anni, quando tali ambienti sono al di sopra del livello delle acque. Successivamente per il disgelo o bradisismo, in ambienti marini, o per allagamenti, in superficie, nel sottosuolo, in ambienti montani o lacustri, l'acqua invade gli spazi creati dando vita a quelle che comunemente vengono chiamate appunto grotte sommerse. Altri tipi di grotte sono comunque creati anche da altre azioni, frane o fessurazioni di roccia diversa, granito, trachite, basalto etc., a seconda delle caratteristiche geomorfologiche della zona.

## Ambienti artificiali

### Miniere
Per lo sfruttamento del sottosuolo, quindi prelievo di materiale roccioso e relativi minerali, vengono creati ambienti artificiali anche molto profondi e vastissimi. Per le relative caratteristiche del sottosuolo spesso sono presenti falde acquifere che renderebbero inaccessibili tali ambienti, i quali vengono mantenuti asciutti con l'azione di pompe o idrovore. In seguito per l'esaurimento delle vene di minerale e la conseguente interruzione dell'attività estrattiva e quindi del mantenimento dei livelli di acqua, le miniere una volta abbandonate diventano in gran parte degli ambienti sommersi vastissimi usati spesso anche per l'approvvigionamento idrico.

### Acquedotti, condotte e cisterne
Allo stesso modo gli acquedotti creati già in epoca romana ma anche medioevale con relative condotte, cisterne ed innumerevoli scavi nel sottosuolo, ma anche costruzione di fortificazioni con relative segrete, hanno dato vita ad ambienti sommersi. In questo caso l'attività viene anche chiamata speleologia urbana subacquea o speleoarcheologia subacquea.

## Addestramento
Per la particolare complessità di tale attività, e per i rischi connessi, per praticare la speleologia subacquea è necessario un addestramento specifico suddiviso in varie fasi.
Bisogna prima imparare e acquisire una buona esperienza delle tecniche d'immersione subacquea, ottenere almeno dei brevetti di livello avanzato delle didattiche per la subacquea.
Successivamente bisogna frequentare un corso di speleologia terrestre o di superficie, presso una associazione speleologica riconosciuta, ed infine partecipare ad un corso di speleologia subacquea tenuto da istruttori qualificati ed esperti.

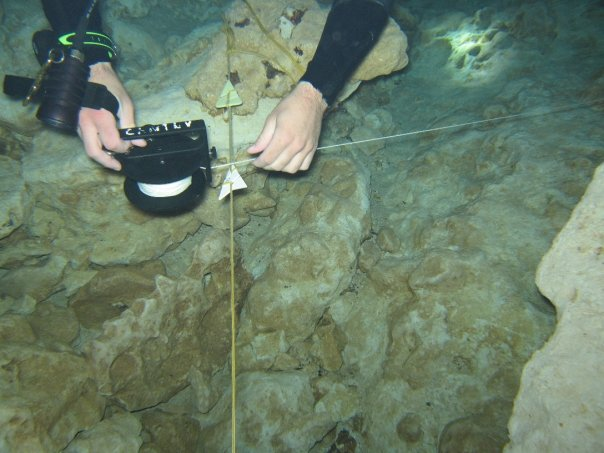
Una delle fasi di stesura del filo di Arianna e delle frecce di indicazione